# 高知市立潮江小学校
高知市立潮江小学校（こうちしりつうしおえしょうがっこう）は、高知県高知市百石町二丁目にある公立小学校。1872年（明治5年）に創立され、2022年（令和4年）には創立150周年を迎えた。公立学校に進学する場合の進学先中学校は基本的に高知市立潮江中学校である。

## 改革
出典: 
- 1872年（明治5年）- 潮江上町（現 天神町）四辻に開校。
- 1874年（明治7年）- 塩屋崎、孕、袋野（現 孕、河ノ瀬）に分校を設置。
- 1889年（明治22年）- 孕分校を廃止し、袋野分校を簡易小学校とする。
- 1891年（明治24年）- 袋野簡易小学校を廃止し、四辻校を潮江小学校と改称して上町大越戸内に移転。
- 1908年（明治41年）- 塩屋崎に移転し、土佐郡潮江尋常高等小学校と改称。
- 1926年（大正15年）- 高知市に合併、高知市立潮江尋常高等小学校と改称。
- 1929年（昭和4年）- 高知市立尋常小学校と改称。
- 1941年（昭和16年）- 高知市立潮江国民小学校と改称。
- 1945年（昭和20年）- 戦災により校舎焼失、市立商業学校講堂を仮校舎として出発。
- 1946年（昭和21年）- 高知市立潮江小学校に改称。（６・３制）
- 1949年（昭和24年）- 新校舎が落成。
- 1955年（昭和30年）- 高知市立潮江東小学校が分離。
- 1960年（昭和35年）- 校区を一部変更。河ノ瀬・小石木・大原地区は昭和33年新1年入学児より河ノ瀬地区は高知市立第四小学校へ、小石木・大原地区は高知市立第六小学校へ校区変更。
- 1963年（昭和38年）- 火災により北校舎が焼失。
- 1965年（昭和40年）- 鉄筋新校舎が落成。
- 1968年（昭和43年）- 鉄筋3教室を増築。
- 1969年（昭和44年）- 体育館が竣工。
- 1970年（昭和45年）- 鉄筋6教室を増築。
- 1972年（昭和47年）- 開校100周年記念行事を開催。
- 1973年（昭和48年）- 図書館等特別教室を設置、高知市立潮江南小学校が分離し、高見町へ新築移転。
- 1974年（昭和49年）- 校庭を開放、学級校内に設置。
- 1975年（昭和50年）- 障害児学級を設置。
- 1978年（昭和53年）- 障害児学級（情緒障害児学級）を設置。
- 1980年（昭和55年）- 新校舎の落成。
- 1981年（昭和56年）- 校舎の落成記念碑を建てる。
- 1992年（平成4年）- 開校120周年記念行事を開催、記念碑および記念広場の設置。
- 1998年（平成10年）- 知的障害児学級の設置。
- 2003年（平成15年）- 肢体不自由児学級の設置。
- 2004年（平成16年）- カウンセラー室の設置。
- 2005年（平成17年）- 難聴学級の設置、視聴覚室を普通教室に改修。
- 2007年（平成19年）- 第二児童クラブの設置。
- 2015年（平成27年）- 全校舎校舎の耐震工事が完了。
- 2019年（令和元年）- ブロック塀の改修工事、旧遊具を撤去し、新遊具を設置。
- 2020年（令和2年）- 新型コロナウイルス感染症拡大による全国一斉休校。
- 2021年（令和3年）- GIGAタブレット（NEC Chromebook Y2）を導入。
- 2022年（令和4年）- 開校150周年記念行事を開催、記念碑を設置し、記念誌を制作。

## 通学区域
- 梅ノ辻（8番から21番）
- 桟橋通一丁目（11番から14番）・二丁目（8番から12番）・三丁目（26番から36番）・四丁目（12番から16番）
- 天神町
- 塩屋崎町一丁目・二丁目
- 筆山町
- 百石町一丁目・二丁目・三丁目・四丁目
- 北高見町（一部）
- 北竹島町（一部）

## 学校の分離
高知市の郊外地域の人口増加などに伴って、1954年（昭和29年）には児童数が2,270名にもなり、当時全国的にしばしば見られた典型的な「マンモス校」となった。その結果、1955年（昭和30年）には学校が分離され、高知市立潮江東小学校が創立された。しかし、潮江東小学校が分離した後も一時は児童数が減ったが、1942年（昭和47年）には児童数が1,849名と再びマンモス校化としたため、1943年（昭和48年）に再び学校が分離され、高知市立潮江南小学校が創立された。

## アクセス
出典: 
- 路面電車 - 桟橋通一丁目から徒歩約5分
- バス - 桟橋通一丁目・二丁目から徒歩約5分